# 三浦公亮
三浦公亮（1930年2月23日—)，日本航空航天工程師、東京大學名譽教授、宇宙航空研究所助理教授、文部省宇宙科学研究所教授，也是三浦摺疊的發明者。

## 生平
三浦公亮於1930年出生在東京出生，後在1947年於東京高等師範學校附屬中學畢業，並入讀東京大學海洋工程系。之後，他又在同校完成其博士學位，並成為航空研究所的助手。1963年，他到哥倫比亞大學深造。1966至67年期間，他在NASA從事研究工作。返國後，他獲東京大學聘請為名譽教授和宇宙航空研究所助理教授，又成為文部省宇宙科学研究所教授。

## 資料來源
1. ↑  .   [2013-12-03]. （原始内容存档于2013-12-05）.